# ثعلبية رندل
ثعلبية رندل نوع نباتي عشبي من جنس الثعلبية، ينتمي إلى الفصيلة النجيلية، واسمه العلمي (باللاتينية: Alopecurus rendlei) (بالفرنسية: Vulpin utriculé)‏.

## الموئل والانتشار
موطنه المغرب العربي وتركيا ومعظم مناطق جنوب أوروبا (مثل البلقان وإيطاليا وفرنسا وإسبانيا). أدخل إلى ولاية بنسلفانيا الأمريكية.

## الوصف النباتي

نورة نبات ثعلبية رندل